# Stress (banda)
Stress es una banda de heavy metal brasileña formada en 1974 en Belén, Pará. Se considera la primera banda en lanzar un álbum de metal de Brasil.

## Historia

### Surgimiento de la banda
La banda comenzó en la ciudad de Belén, capital del estado de Pará, en octubre de 1974. André Chamon paraense fue invitado por Wilson Silva y Pedro Lobão para formar una banda de rock. Ellos aceptaron la invitación y llamó a su amigo de la infancia, Leonardo, a participar en el proyecto. Leonardo ofreció su garaje para los primeros ensayos, cada uno eligió su instrumento y juntos aprendieron a jugar. Wilson y Peter se turnaron en la guitarra y el bajo, Leonardo decidió jugar teclados y Andrew batería. El bumbo estaba torcida, parecía una gota de agua, y por esta razón el primer nombre de la banda fue "Pinngo D'água" - con dos letras "n" a ser diferente. Antes del final del año, Pedro regresó a Río de Janeiro y Lima Paulo tomó el bajo. También tenían un guitarrista llamado Adonai, su padre le prohibió jugar.
En 1975, Wilson escuchó Roosevelt Bala cantar una música de Led Zeppelin en la escuela, y lo invitó a ser el cantante de la banda. A partir de ahí, empezaron a aparecer en fiestas de adolescentes en los que su sonido pesado causado sorpresa y la vergüenza en público. En 1977, con la adición del guitarrista Pedro Valente, la banda pasó a llamarse "Stress", y jugó su primer show con este nombre en un teatro tradicional de la ciudad.

### Primeras composiciones
En 1978, la tensión comenzó a componer sus propias canciones. El primero fue "Stressencefalodrama". En este momento, mientras que las bandas brasileñas continuaron siguiendo el rastro del rock and roll y el rock progresivo, el estrés forjó su estilo rápido y pesado. Al mismo tiempo, un cierto movimiento de bandas británicas comenzó a tomar forma y se llamó "New Wave of British Heavy Metal" (Nueva Onda de Heavy Metal Británico), que brotó nombres como Judas Priest, Saxon, Motörhead y Iron Maiden, prácticamente desconocido por el público brasileño.
Como no había libertad de expresión en Brasil debido a el régimen militar, fueron censurados todas las letras de André Chamon, pero siempre encontraron una forma de reemplazar las palabras que fueron consideradas subversivas por otros con la misma pronunciación. Por ejemplo: la letra "O Lixo", la expresión "Lixo Humano" fue vetado porque, de acuerdo con los censores, denigraba la imagen del ser humano. Fue suficiente para que él se retiró dos letras para convertirlo en "Lixo mano" y fue liberado. La canción "O Oráculo do Judas", que originalmente fue llamado "Corpus Christi", también tuvo que ser modificado.
En junio de 1979, el espectáculo "Uma Noite na Floresta" marcó la despedida del bajista Wilson da Silva estrés, que ahora incluye la participación de Carlos Reimao. Ya es bien conocido, la banda realiza varios conciertos en Belén.
Al año siguiente, en noviembre de 1981, presenta el espectáculo "Flor Atômica" en el estadio deportivo más grande de la ciudad y un concierto al aire libre en una de las principales avenidas de Belén, ambos reconocidos por miles de personas.
En junio de 1982, en la víspera de un concierto en el Gimnasio de Deportes de la Universidad Federal de Pará, el bajista Reimao deja el estrés y la cantante Bala resuelve definitivamente toma el bajo.

### El primero àlbum: Stress
Los miembros del estrés viajaron a grabar su primer disco de manera independiente, por lo que en el menor tiempo posible, ya que los costos, en contra de lo previsto, aumentaron todos los días. Así fue que el 3 y 4 de agosto de 1982, en tan sólo 16 horas, una mesa de 8 canales en el estudio Sonoviso, los registros de tensión en noviembre de 1982, en donde el juego a su audiencia más grande, estimada en 20.000 personas.
A principios de 1983, Peter viaja a Francia, reemplazado por el guitarrista Paul Gui. Andrew regresa a Río de Janeiro, que es el lanzamiento del álbum en la radio, y realiza la canción "O Oráculo do Judas" y otros en su programación.
En abril de 1983, el estrés lleva a cabo su primer concierto en Río de Janeiro, en el casa de espectáculos Circo do Voador, que estaba llena de aficionados, elaborado después de la liberación de la música en la radio. Unos meses más tarde, el retorno tensión para la realización en el Circo Voador, esta vez sin ingreso tecladista Leonardo y ahora, con la entrada de guitarrista Serginho Barbosa, en lugar de Paulo Gui.

### El segundo àlbum: Flôr Atômica
En los años 80, el rock y el heavy metal comenzaron a ganar más espacio en los medios. Alentados por dicha divulgación, baterista y vocalista André Chamon y Roosevelt Bala decidieron mudarse permanentemente a Río de Janeiro, en busca de nuevas oportunidades para el Stress. Llamaron a la renta tecladista Leonardo y guitarrista Paul Gui, que estaban en Belén, pero no pudieron viajar a Río. Y recordaron el guitarrista Alex Magnum y el bajista Bosco, que había visto tocar en una banda de Niteroi, llamado “Metal Pesado” y los invitó a la grabación.
Y así, el Stress lanzado en 1985, su segundo LP: Flor Atômica por una compañía discográfica multinacional, Polygram.
Fue también en 1985 que la TVE de Río de Janeiro produjo el primer "video musical" de estrés con la canción "Flor Atómica". Este trabajo fue emitido el programa "Fantasía" en un momento en el formato de "clips" era todavía nuevo y no se ha indicado como hoy.

### La fidelidad al metal y la suspensión de las actividades
En 1986, en medio de la crisis, el guitarrista y el bajista Alex Bosco deciden dejar el Stress, la publicidad de las posiciones abiertas para reemplazarlos. Después de varias pruebas, elegir el guitarrista Christian hijo de un americano con un brasileño, y el bajista Rick, con el que hacer algunos shows. Cristiano y Rick luchan entre sí, y Rick dejaron la banda. Bala hace hacia abajo, y junto con André y Christian registram un demo en el estudio Carlinhos (exguitarrista de la banda Ultraje a Rigor) en São Paulo.
Stress todavía están tratando de mantenerse en el camino con el guitarrista Alex Scio y el bajista Alex "Xamba"Cotta, pero éstas no serían de largo en la banda. Alex "Xamba" Cotta decide continuar su carrera en los Estados Unidos y se trasladó a San Francisco, donde permaneció durante más de 20 años. Durante este tiempo, estamos dedicados a varias bandas de Rock, Fusión, R&B y música alternativa brasileña. También trabajó con las producciones de estudio, que se convertiría en su principal actividad musical.
Bala y André en 1987 deciden dar un tiempo y esperar el momento adecuado para volver.

### El regreso, el tercer álbum: Stress III y reconocimiento
Pensando que sea el momento, el vocalista Roosevelt Bala, el guitarrista Paulo Gui y el baterista André Chamon vuelven a reunirse para componer nuevas canciones y en 1996, el Stress libera su tercer álbum en CD, ''Stress III'', con la producción separada.
Por último, en 2001, cuando casi no había ninguna esperanza de un posible retorno, Stress recibió una invitación del sello Dies Irae para relanzar en CD y vinilo su primer disco, que celebra 20 años de Heavy metal en Brasil. La producción se terminó en 2003, y el álbum fue relanzado con distribución internacional.
Al mismo tiempo, la importancia del Stress es reconocido en su tierra natal, y la banda se siente honrado por el Gobierno del Estado de Pará, que incluye en su calendario oficial.
Motivado por el reconocimiento internacional de su trabajo, el estrés hizo un show el 13 de mayo de 2005 en la ciudad de Belén donde todo comenzó. Este espectáculo, que marcó el regreso de la banda fue grabado por la TV Cultura (televisión brasileña), para la producción de su primer DVD.

## Actualmente
En 2007, estrés libera un DVD del espectáculo que marcó su regreso en 2005, incluyendo making off, discografía y un documental que cuenta su historia.
En julio de 2009 el sello europeo Metal Soldiers lanzó un álbum en vivo, ''Live 'n' Memory'' con la distribución en todo el mundo. En enero de 2010, Metal Soldiers reeditado el primer álbum de la banda, ahora con el título "Amazon, First Metal Attack!" a todo el mundo. En enero de 2011, la misma etiqueta había reeditado el segundo álbum de la banda, ahora titulado "Atomic Flower". Considerado uno de los discos más importantes del metal brasileño. El CD viene con muchos bonus tracks inéditos y fotos raras de la época.
En 2011, la banda abrió el show de Iron Maiden en Belén, alcanzando una audiencia de cerca de 15.000 personas.

## Miembros

### Los miembros actuales
- Roosevelt "Bala" Cavalcante - Vocal (1977-presente), Bajo (1982-1985, 1995-presente)
- André Lopes Chamon - Batería (1977-present)
- Paulo Gui - Guitarra (1983-presente)

### Exmiembros
- Pedro Lobão - Guitarra
- Leonardo Renda - Teclados
- Wilson Motta - Bajo (1977-1979)
- Pedro Valente - Guitarra (1977-1983)
- Carlos Reimão - Bajo (1979-1982)
- J. Bosco - Bajo (1985-1986)
- Alex Magnum - Guitarra (1985-1986)
- Rick - Bajo (1986-?)
- Christian - Guitarra (1986-?)
- Alex Scio - Guitarra (1988-1989)
- Alex "Xamba" Cotta - Bajo (1988-1989)

## Discografía

### Álbumes de estudio
- (1986) Stress
- (1985) Flor Atômica
- (1996) Stress III

### Álbumes en vivo
- (2007) Stress - Ao Vivo! DVD
- (2009) - Live 'n' Memory

### Compilaciones
- (2009) Amazon, First Metal Attack!
- (2010) Atomic Flower, Brazilian Metal Explosion